# Красник-Эльский
Красник-Эльский — деревня в Антроповском муниципальном районе Костромской области. Входит в состав Просекского сельского поселения

## География
Находится в центральной части Костромской области на расстоянии приблизительно 5 км на запад-северо-запад по прямой от поселка Антропово, административного центра района.

## История
В XIX — начале XX века деревня относилась к Галичскому уезду Костромской губернии. В 1907 году здесь было учтено 16 дворов.

## Население
Постоянное население составляло 87 человек (1897 год), 93 (1907), 5 в 2002 году (русские 100 %), 1 в 2022.